# Národní park Bejt Ita'b
Národní park Bejt Ita'b (hebrejsky: גן לאומי בית עיטאב, Gan le'umi Bejt Ita'b) je národní park v Izraeli, v Jeruzalémském distriktu.

## Geografie

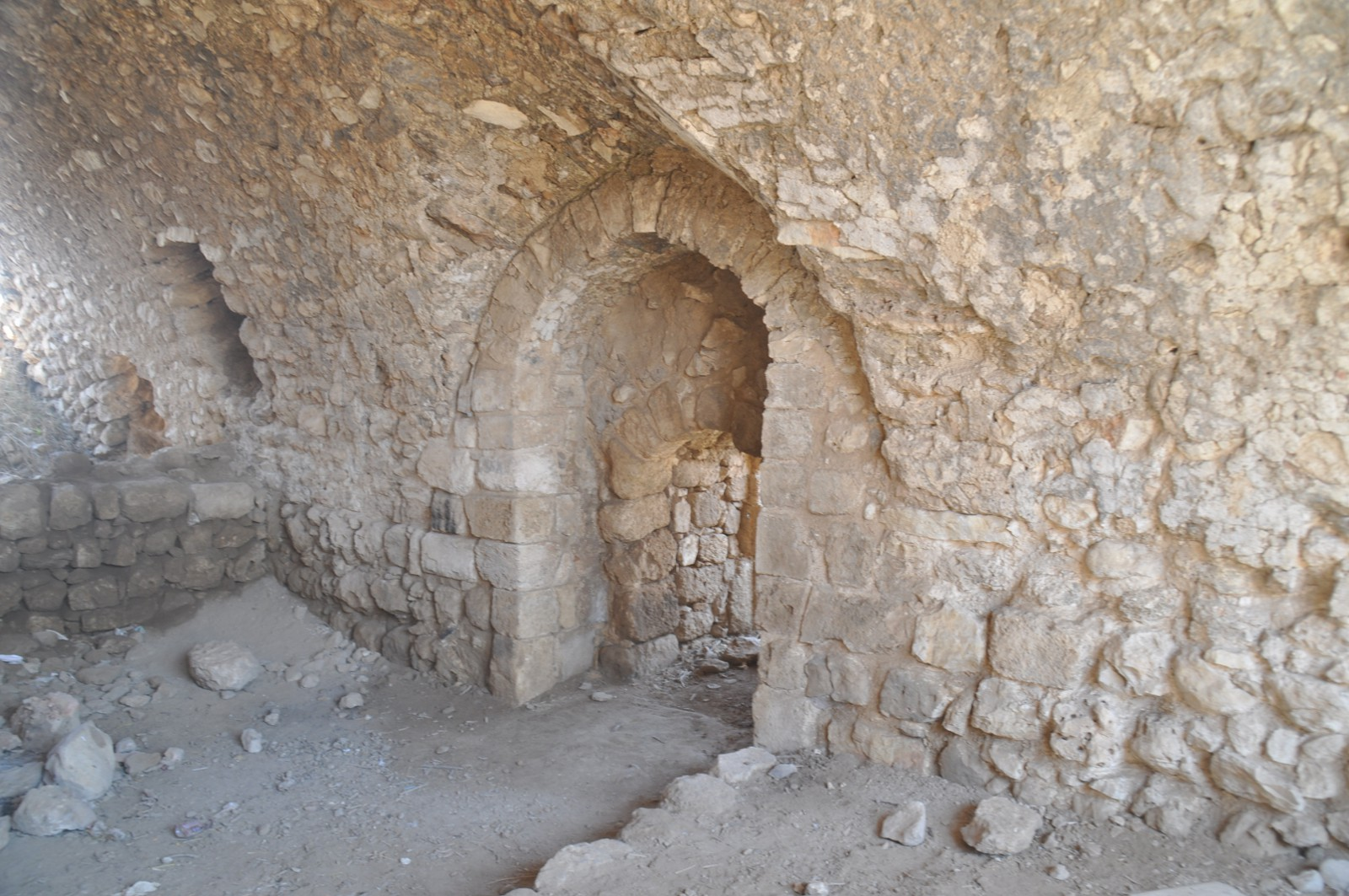
Ruiny v Národním parku Bejt Ita'b

Leží v nadmořské výšce přes 600 metrů v Judských horách na pahorcích obtékaných vádím Nachal Dolev a Nachal ha-Me'ara. Park se nachází cca 6 kilometrů východně od města Bejt Šemeš a 1 kilometr jižně od vesnice Nes Harim.

## Popis parku
Národní park má rozlohu cca 130 dunamů (0,13 kilometru čtverečního). Nacházejí se tu ruiny křižácké pevnosti, která ve středověku střežila cestu z Jeruzaléma do údolí ha-Ela. Ve skále je tu vyhlouben tunel. V okolí se nacházejí lesy a četné prameny. Stoji tu rovněž zbytky arabské vesnice Bajt Ita'b. Během války za nezávislost v roce 1948 tuto oblast ovládla izraelská armáda a arabské osídlení zde skončilo.